# Lithophane emarginata
Lithophane emarginata är en fjärilsart som beskrevs av Smith 1900. Lithophane emarginata ingår i släktet Lithophane och familjen nattflyn. Inga underarter finns listade i Catalogue of Life.